# Kabupaten Kolaka Utara
Kabupaten Kolaka Utara är ett kabupaten i Indonesien.   Det ligger i provinsen Sulawesi Tenggara, i den centrala delen av landet, 1 600 km öster om huvudstaden Jakarta. Antalet invånare är 121 340.